# Willi Horn
Willi Horn (* 17. Januar 1909 in Berlin; † 31. Mai 1989) war ein deutscher Kanute.
Der Kanurennsportler des Postsportverein Berlin wurde bei den Olympischen Spielen in Berlin 1936 Silbermedaillengewinner im Zweier-Faltboot (mit Erich Hanisch) über 10.000 m. 
Er wurde 1934 Europameister im Zweier-Faltboot über 10.000 m und Deutscher Meister.